# Rennrodel-Europameisterschaften 2008
Die 41. Rennrodel-Europameisterschaften wurden 2008 in Cesana organisiert. Die von der Fédération Internationale de Luge de Course veranstalteten kontinentalen Titelkämpfe wurden am 12. und 13. Januar 2008 ausgetragen. Es gab Wettbewerbe in den Einsitzern für Männer und Frauen, in Doppelsitzern für Männer sowie mit der Staffel. Abgesehen vom letzten Wettbewerb wurden alle Wettbewerbe in zwei Läufen entschieden.
Erfolgreichste Mannschaft wurde das italienische Team, das zwei Goldmedaillen, im Einsitzer und Doppelsitzer der Männer, gewinnen konnte. Deutschland erreichte mit nur einem Mal Gold die schlechteste Bilanz seit den Rennrodel-Europameisterschaften 1994, wo die Mannschaft ohne Goldmedaille blieb. Vor allem der vierte Platz im Teamwettbewerb wurde als Blamage angesehen. Dort gewann sehr überraschend das lettische Team Gold. Österreich gewann zweimal Silber im Doppel und mit dem Team und konnte Bronze im Frauenrennen gewinnen und dabei in die Phalanx der deutschen Starterinnen einbrechen, die bis dahin in allen Rennen der Weltcup-Saison die ersten drei Plätze belegt hatten.
| Platz | Land        | Gold | Silber | Bronze | Gesamt |
| ----- | ----------- | ---- | ------ | ------ | ------ |
| 1.    | Italien     | 2    | 0      | 2      | 4      |
| 2.    | Deutschland | 1    | 1      | 2      | 4      |
| 3.    | Lettland    | 1    | 0      | 0      | 1      |
| 4.    | Österreich  | 0    | 2      | 1      | 3      |
| 5.    | Russland    | 0    | 1      | 0      | 1      |

## Frauen
| Platz | Sportler                | Land        | Laufzeiten    | Zeit            |
| ----- | ----------------------- | ----------- | ------------- | --------------- |
| 1     | Natalie Geisenberger    | Deutschland | 47.529 47.772 | 1:35.364        |
| 2     | Silke Kraushaar-Pielach | Deutschland | 47.577 47.947 | 1:35.524 +0.160 |
| 3     | Veronika Halder         | Österreich  | 47.653 47.878 | 1:35.531 +0.167 |
| 4     | Tatjana Hüfner          | Deutschland | 47.662 47.878 | 1:35.540 +0.176 |
| 5     | Nina Reithmayer         | Österreich  | 47.713 47.971 | 1:35.684 +0.320 |
| 6     | Anke Wischnewski        | Deutschland | 47.813 47.962 | 1:35.776 +0.412 |
| 7     | Maija Tīruma            | Lettland    | 47.974 48.124 | 1:36.099 +0.735 |
| 8     | Anna Orlova             | Lettland    | 47.923 48.220 | 1:36.134 +1.779 |
| 9     | Lilia Ludan             | Ukraine     | 48.203 48.180 | 1:36.383 +1.019 |
| 10    | Alexandra Rodionowa     | Russland    | 48.068 48.333 | 1:36.401 +1.037 |
| 11    | Martina Kocher          | Schweiz     | 48.100 48.322 | 1:36.422 +1.058 |
| 12    | Sandra Gasparini        | Italien     | 48.286 48.282 | 1:36.568 +1.204 |
| 13    | Sarah Podorieszach      | Italien     | 48.405 48.479 | 1:36.884 +1.520 |
| 14    | Natalja Jakuschenko     | Ukraine     | 47.633 49.296 | 1:36.929 +1.565 |
| 15    | Xenija Zyplakowa        | Russland    | 48.446 48.534 | 1:36.980 +1.616 |
| 16    | Jana Sisajova           | Slowakei    | 48.703 48.702 | 1:37.405 +2.041 |
| 17    | Raluca Strămăturaru     | Rumänien    | 48.970 48.801 | 1:37.771 +2.407 |
| 18    | Veronika Sabolová       | Slowakei    | 49.443 48.757 | 1:38.200 +2.836 |
| 19    | Natalja Chorjowa        | Russland    | 49.165 49.080 | 1:38.245 +2.881 |
| 20    | Tatiana Newsorowa       | Russland    | 49.698 49.524 | 1:39.222 +3.858 |
| 21    | Mihaela Chiraș          | Rumänien    |               | 49.913          |
| 22    | Petra Kaprasová         | Tschechien  |               | 50.128          |

Datum: 12. Januar 2008

Am Start waren insgesamt 22 Sportlerinnen. Zum zweiten Durchgang schieden die beiden letztplatzierten Starterinnen aus. Aufgrund des schweren Schneefalls begann das Rennen mit einer Stunde Verspätung. Die äußeren Bedingungen waren wegen des Schneefalls vor allem für spätere Starterinnen schwierig.
Favoritinnen waren Tatjana Hüfner, die die letzten vier Rennen des Rennrodel-Weltcups 2007/2008 vor der EM gewonnen hatte. Zudem wurden allen anderen deutschen Starterinnen, allen voran Titelverteidigerin Silke Kraushaar-Pielach, Titelchancen eingeräumt. Alle anderen Starterinnen hatten höchstens Außenseiterchancen, waren die deutschen Athletinnen doch schon seit mehr als zehn Jahren in allen wichtigen Rennen ungeschlagen.
Nach dem ersten Lauf lag Kraushaar-Pielach vorn. Hinter ihr folgte die junge deutsche Starterin Natalie Geisenberger bei ihren ersten kontinentalen Titelkämpfen und die Ukrainerin Natalja Jakuschenko. Hüfner belegte nur den fünften, Anke Wischnewski sogar nur den siebten Rang. Gute Medaillenchancen hatte auch noch die Österreicherin Veronika Halder auf Platz vier.
Beste Fahrerin des zweiten Laufes war Natalie Geisenberger. Da Kraushaar-Pielach bei ihrem letzten Lauf im Rahmen einer Europameisterschaft nur die vierte Laufzeit erreichte, gewann Geisenberger etwas überraschend ihr erstes bedeutendes Rennen. Durch den zweitbesten Lauf konnte sich Halder noch an Jakuschenko vorbei schieben, deren Lauf völlig misslang, sie wurde nur 19. Wischnewski und Hüfner konnten sich jeweils um noch einen Platz verbessern. Am Ende fehlten Hüfner ganze neun Tausendstelsekunden zur Bronzemedaille.
Die vier deutschen Sportlerinnen konnten sich am Ende alle unter den besten Sechs platzieren. Auch sehr gut verliefen die Titelkämpfe für das österreichische Team, das nicht nur durch Halder eine Medaille gewann, sondern mit Nina Reithmayer einen weiteren Platz unter den besten Sechs belegte. Hinter den Deutschen und den Österreicherinnen folgten die beiden Starterinnen aus Lettland.

## Doppelsitzer Männer
| Platz | Sportler                                  | Land        | Laufzeiten    | Zeit            |
| ----- | ----------------------------------------- | ----------- | ------------- | --------------- |
| 1     | Christian Oberstolz Patrick Gruber        | Italien     | 46.889 46.890 | 1:33.779        |
| 2     | Andreas Linger Wolfgang Linger            | Österreich  | 46.995 46.943 | 1:33.938 +0.159 |
| 3     | Gerhard Plankensteiner Oswald Haselrieder | Italien     | 47.067 46.895 | 1:33.962 +0.183 |
|       | Patric Leitner Alexander Resch            | Deutschland | 46.908 47.054 | 1:33.962 +0.183 |
| 5     | André Florschütz Torsten Wustlich         | Deutschland | 47.174 47.013 | 1:34.187 +0.408 |
| 6     | Peter Penz Georg Fischler                 | Österreich  | 47.160 47.210 | 1:34.370 +0.591 |
| 7     | Andris Šics Juris Šics                    | Lettland    | 47.274 47.143 | 1:34.417 +0.638 |
| 8     | Michail Kusmitsch Stanislaw Michejew      | Russland    | 47.371 47.304 | 1:34.675 +0.896 |
| 9     | Marcel Lorenz Christian Baude             | Deutschland | 47.523 47.407 | 1:34.930 +1.151 |
| 10    | Iwan Newmerschizki Wladimir Prochorow     | Russland    | 47.534 47.419 | 1:35.953 +1.174 |
| 11    | Hans Peter Fischnaller Klaus Kofler       | Italien     | 47.572 47.591 | 1:35.163 +1.384 |
| 12    | Wladislaw Juschakow Wladimir Machnutin    | Russland    | 47.728 47.679 | 1:35.407 +1.628 |
| 13    | Ján Harniš Branislav Regec                | Slowakei    | 47.660 47.987 | 1:35.407 +1.868 |
| 14    | Andrij Kis Jurij Haiduk                   | Ukraine     | 48.031 47.814 | 1:35.845 +2.066 |
| 15    | Cosmin Chetroiu Ionuț Țăran               | Rumänien    | 48.038 47.980 | 1:36.018 +2.239 |
| 16    | Antonín Brož Lukáš Brož                   | Tschechien  | 48.466 48.293 | 1:36.759 +2.980 |
| 17    | Markus Schiegl Tobias Schiegl             | Österreich  | 48.392 DNS    | 0:48.392        |

Datum: 12. Januar 2008

Am Start waren insgesamt 17 Rodeldoppel.
Als Favoriten für den Titel galten Patric Leitner und Alexander Resch aus Deutschland, zudem Christian Oberstolz und Patrick Gruber aus Italien. Auch alle anderen Doppel aus Deutschland, Österreich und Italien – abgesehen von Hans Peter Fischnaller und Klaus Kofler – konnten sich zumindest Hoffnungen auf einen Podestplatz machen. Leitner/Resch waren durch eine Erkrankung von Leitner gehandicapt.
Oberstolz/Gruber konnten im ersten Durchgang die Bestzeit erreichen, auf dem zweiten Rang folgten mit nur drei Hundertstelsekunden Abstand Leitner und Resch. Auf dem dritten Rang folgten die österreichischen Linger-Brüder vor Gerhard Plankensteiner und Oswald Haselrieder. Überraschungen brachte der erste Lauf nicht. Das österreichische Doppel Schiegl/Schiegl trat auf dem 16. Rang liegend zum zweiten Lauf nicht mehr an.
Auch im zweiten Durchgang fuhren Oberstolz/Gruber zur Bestzeit und gewannen somit in der Addition beider Läufe den Titel. Leitner/Resch erreichten aufgrund der Erkrankung und kleinerer Fahrfehler im zweiten Lauf nur noch den fünften Rang. Sie kamen am Ende zeitgleich mit Plankensteiner/Haselrieder, die im zweiten Durchgang die zweitbeste Zeit fuhren, auf den dritten Rang. Die Silbermedaille gewannen Linger/Linger, die in beiden Läufen die drittbeste Zeit erreichten.
Echte Überraschungen brachten die Titelkämpfe im Doppelsitzer nicht. Die ersten sieben Plätze belegten die Doppelsitzer, die vorn erwartet wurden.

## Männer
| Platz | Sportler              | Land                   | Laufzeiten    | Zeit            |
| ----- | --------------------- | ---------------------- | ------------- | --------------- |
| 1     | Armin Zöggeler        | Italien                | 52.254 52.087 | 1:44.361        |
| 2     | Albert Demtschenko    | Russland               | 52.456 52.226 | 1:44.682 +0.341 |
| 3     | David Möller          | Deutschland            | 52.443 52.301 | 1:44.744 +0.403 |
| 4     | Daniel Pfister        | Österreich             | 52.370 52.399 | 1:44.769 +0.428 |
| 5     | Martin Abentung       | Österreich             | 52.458 52.347 | 1:44.815 +0.474 |
| 6     | Felix Loch            | Deutschland            | 52.505 52.345 | 1:44.850 +0.509 |
| 7     | Stefan Höhener        | Schweiz                | 52.627 52.270 | 1:44.897 +0.556 |
| 8     | Wilfried Huber        | Italien                | 52.663 52.484 | 1:45.147 +0.806 |
| 9     | Jan Eichhorn          | Deutschland            | 52.699 52.480 | 1:45.149 +0.808 |
| 10    | Manuel Pfister        | Österreich             | 52.747 52.470 | 1:45.217 +0.876 |
| 11    | Mārtiņš Rubenis       | Lettland               | 52.751 52.618 | 1:45.369 +1.028 |
| 12    | Wolfgang Kindl        | Österreich             | 52.804 52.637 | 1:45.441 +1.100 |
| 13    | Inārs Kivlenieks      | Lettland               | 52.712 52.731 | 1:45.443 +1.102 |
| 14    | David Mair            | Italien                | 52.778 52.677 | 1:45.455 +1.114 |
| 15    | Viktor Kneib          | Russland               | 52.897 52.564 | 1:45.461 +1.120 |
| 16    | Adam Rosen            | Vereinigtes Königreich | 52.987 52.790 | 1:45.777 +1.436 |
| 17    | Andi Langenhan        | Deutschland            | 52.924 52.964 | 1:45.888 +1.547 |
| 18    | Jozef Ninis           | Slowakei               | 53.086 52.960 | 1:46.046 +1.705 |
| 19    | Patrick Schwienbacher | Italien                | 53.009 53.048 | 1:46.057 +1.716 |
| 20    | Gregory Carigiet      | Schweiz                | 53.247 52.867 | 1:46.114 +1.773 |
| 21    | Guntis Rēķis          | Lettland               | 52.928 53.585 | 1:46.513 +2.172 |
| 22    | Stepan Fjodorow       | Russland               | 53.463 53.177 | 1:46.640 +2.299 |
| 23    | Maxim Andrianow       | Russland               | 53.596 53.102 | 1:46.698 +2.357 |
| 24    | Jakub Hyman           | Tschechien             | 53.788 53.185 | 1:46.973 +2.632 |
| 25    | Eugen Radu            | Rumänien               | 54.516 53.882 | 1:48.398 +4.057 |
| 26    | Bogdan Macovei        | Moldau                 |               | 0:56.479        |
| 27    | Petar Iliew           | Bulgarien              |               | 0:56.546        |
| 28    | Iwan Papuktschiew     | Bulgarien              |               | 0:56.797        |

Datum: 13. Januar 2008

Am Start waren insgesamt 28 Rodler. Für den zweiten Durchgang qualifizierten sich nur noch die besten 25 Starter des ersten Laufes.
Favoriten auf den Titel waren die beiden Führenden des Rennrodel-Weltcups 2007/2008, Armin Zöggeler aus Italien, der in Cesana einen Heimvorteil hatte, und David Möller aus Deutschland. Außenseiterchancen wurden vor allem Albert Demtschenko und Jan Eichhorn eingeräumt.
Den ersten Lauf dominierte Armin Zöggeler. Überraschender Zweiter war der junge Österreicher Daniel Pfister. Möller kam nach mehreren kleinen Fahrfehlern auf den dritten Rang vor Demtschenko. Jan Eichhorn kam nur auf Platz neun, Andi Langenhan blieb als 16. weit hinter den Erwartungen zurück. Auch der 15. Rang von Viktor Kneib war hinter den Erwartungen. Die restlichen Ergebnisse entsprachen in etwa den Erwartungen und den Möglichkeiten der Athleten.
Auch im zweiten Lauf konnte Zöggeler überlegen die Bestzeit erreichen und gewann damit zum zweiten Mal nach 2004 den Europameistertitel. Titelverteidiger Demtschenko kam durch einen sehr guten zweiten Lauf auf den Silberrang. Bronze gewann Möller an seinem 26. Geburtstag, der, obwohl nun weitgehend fehlerfrei, nur die viertbeste Laufzeit hatte. Demtschenko und Möller profitierten vom weniger gelungenen zweiten Lauf Pfisters, der nur Laufsiebter wurde und auf den vierten Platz abrutschte. Trotzdem erreichten die Österreicher mit Martin Abentung auf dem fünften Platz ein gutes Mannschaftsergebnis. Auch der sechste Platz des jungen deutschen Nachwuchsfahrers Felix Loch, der zweitbester Deutscher wurde, war ein Achtungserfolg. Sein Sieg bei der Weltmeisterschaft wenig später war noch nicht absehbar. Mit dem Schweizer Stefan Höhener und dem Altmeister Wilfried Huber vor Jan Eichhorn und Manuel Pfister auf den weiteren Plätzen unter den besten Zehn wurde die Vormachtstellung der Alpenanrainerstaaten unterstrichen.

## Teamrennen
| Platz | Land        | Sportler                                                                    | Laufzeiten                       | Zeit            |
| ----- | ----------- | --------------------------------------------------------------------------- | -------------------------------- | --------------- |
| 1     | Lettland    | Andris Šics Juris Šics Maija Tīruma Mārtiņš Rubenis                         | 51.452 (2) 55.166 (2) 54.245 (2) | 2:40.863        |
| 2     | Österreich  | Andreas Linger Wolfgang Linger Veronika Halder Martin Abentung              | 51.318 (1) 55.170 (3) 54.383 (4) | 2:40.871 +0.008 |
| 3     | Italien     | Gerhard Plankensteiner Oswald Haselrieder Sandra Gasparini Armin Zöggeler   | 51.459 (3) 55.459 (4) 53.995 (1) | 2:40.913 +0.050 |
| 4     | Deutschland | Patric Leitner Alexander Resch Natalie Geisenberger David Möller            | 52.220 (5) 55.021 (1) 54.395 (5) | 2:41.636 +0.773 |
| 5     | Russland    | Michail Kusmitsch Stanislaw Michejew Alexandra Rodionowa Albert Demtschenko | 51.940 (4) 55.484 (5) 54.280 (3) | 2:41.704 +0.841 |
| 6     | Slowakei    | Ján Harniš Branislav Regec Jana Sisajova Jozef Ninis                        | 52.695 (7) 56.985 (7) 54.740 (6) | 2:44.420 +3.557 |
| 7     | Rumänien    | Cosmin Chetroiu Ionuț Țăran Raluca Strămăturaru Eugen Radu                  | 52.465 (6) 56.839 (6) 55.673 (8) | 2:44.777 +3.914 |
| 8     | Tschechien  | Antonín Brož Lukáš Brož Petra Kaprasová Jakub Hyman                         | 53.107 (8) 57.566 (8) 55.331 (7) | 2:46.004 +5.141 |

Datum: 13. Januar 2008

Am Start waren insgesamt acht Mannschaften. Der Wettbewerb wurde erstmals nicht in Einzelrennen ausgetragen, deren einzelne Ergebnisse dann zu einem Mannschaftsergebnis addiert wurden, sondern als Staffelwettbewerb. Im Ziel mussten die Athleten einen Mechanismus auslösen, der den folgenden Startern bei fortlaufender Zeit ihre Startfreigabe anzeigte. Zuerst gingen die Doppelsitzer ins Rennen, anschließend die Frauen und als letztes die Männer-Einsitzer. Die Klammern hinter den Laufzeiten geben die Platzierung innerhalb der jeweiligen Gruppe an.
Überraschend gewann die lettische Staffel mit drei zweitbesten Zeiten in ihren Läufen. Die Silbermedaille ging an Österreich, das vor allem von der Leistung seines Doppels Linger/Linger profitierte. Bronze ging an Italien, das vor allem aufgrund der sehr guten Laufzeit des Goldmedaillengewinners im Einsitzer, Armin Zöggeler, diese Platzierung erreichte. Die Zeitunterschiede zwischen den Medaillengewinnern waren nur minimal, zwischen Platz eins und drei gab es nur einen Unterschied von fünf Hundertstelsekunden. Die Topfavoriten aus Deutschland kamen trotz einer ausgezeichneten Leistung von Natalie Geisenberger, die die Bestzeit in der Frauenklasse fuhr, nur auf den vierten Rang, da sowohl das Doppel Leitner/Resch als auch David Möller patzten und nur die jeweils fünftbeste Zeit erreichten. Russland belegte Platz fünf. Die drei übrigen Mannschaften konnten sich mit den Leistungen der Spitzenteams nicht messen.